# PinoRoad

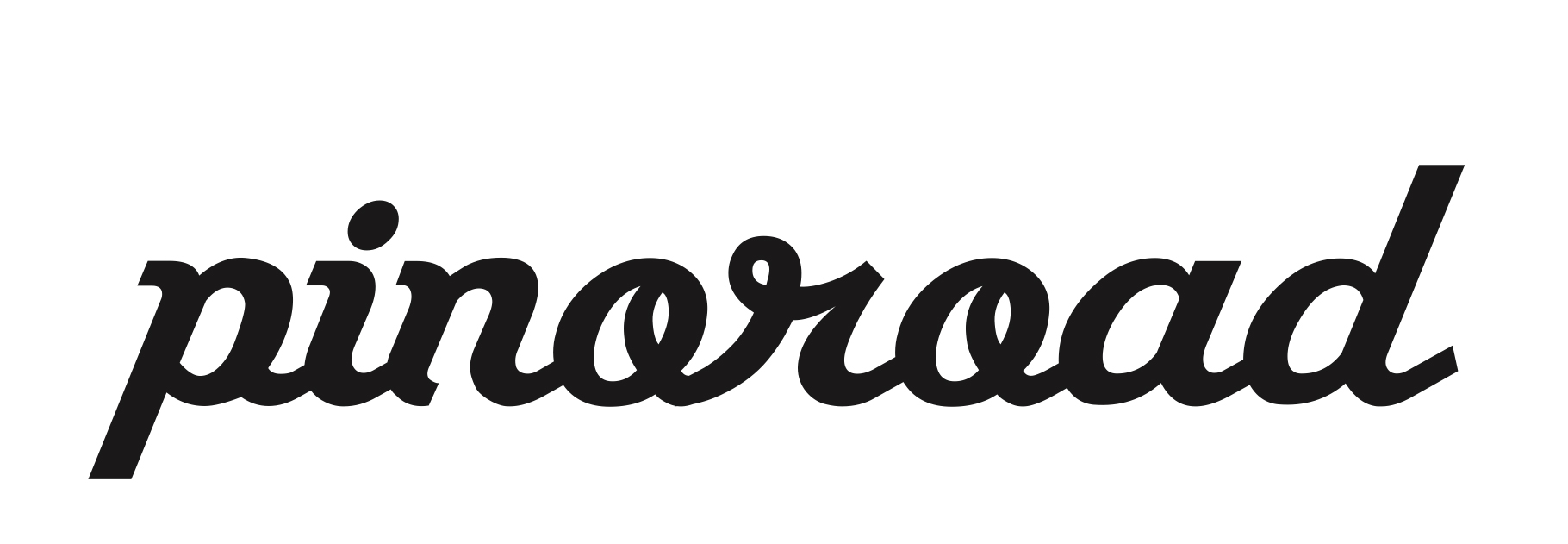
Logo de Pinoroad

PinoRoad fue un fallido proyecto de equipo ciclista profesional chileno de categoría Continental, creado por el chileno Juan Pablo Pino Zúñiga para la temporada 2014, luego de ser supuestamente registrado en la Unión Ciclista Internacional, con el apoyo de la Federación Ciclista de Chile y auspiciadores como Skechers, Berria Bike, FullWear, Spiuk, Viña Santa Cruz, Freeport McMoRan Copper & Gold y Minera Candelaria.

## Historia del equipo

### Creación
El objetivo del proyecto era ofrecer a los jóvenes talentos del país una plataforma para integrarse en la élite del ciclismo y desarrollar sus cualidades como corredores. Para esto, tenían una base logística en Mazarrón en la Región de Murcia (España) y en Viña del Mar, Chile. La idea inicial era competir seis meses en Europa y tres en América.
El equipo estaría compuesto por nueve ciclistas chilenos y cuatro españoles. Estos últimos llegaron al equipo con el fin de aportar experiencia para lograr los objetivos. Juan José Oroz y Pablo Urtasun compañeros en el Euskaltel Euskadi, eran los más experimentados.
Aparentemente se tenían acuerdos con proveedores y auspiciadores importantes de Chile y Europa: Las bicicletas serían Berria (con sede en Albacete), los cascos y gafas Spiuk, la ropa FullWear y contarían con el apoyo de empresas como Skechers, Minera Candelaria, Viña Santa Cruz, entre otros.

### Sospechas de Estafa
Las sospechas de la estafa del equipo chileno-español comenzaron en tierras chilenas a finales de enero de 2014. Los propios ciclistas chilenos amateur son quienes empiezan a alertar a los españoles sobre Juan Pablo Pino Zúñiga. “Se acercaban a hacerse fotos con Oroz y Urtasun y les decían que tuvieran cuidado con Pino, que no era de fiar” , señala Fran Reyes (encargado de comunicaciones) Según se comprobó, Juan Pablo Pino Zúñiga en uno de los equipos anteriores que gestionaba, tuvo problemas con licencias UCI falsas y no pago de sueldos justificando que le habían robado el dinero de las nóminas en la puerta del Banco

### Licencias sin pago y desaparición
La Unión Ciclista Internacional (UCI) inscribió la documentación del equipo el día 5 de febrero. Juan Pablo Pino Zúñiga informaba que el equipo iba a debutar en Europa el día 1 de marzo en la Vuelta a Murcia 2014 para lo cual el mismo viajaría a España.
Toda la documentación necesaria para la inscripción del equipo PinoRoad para convertirse en equipo Continental UCI, fue enviada a través Fran Reyes, por encargo de Juan Pablo Pino Zúñiga, pero fuera de plazo y forma. En enero de 2014, el equipo aun no poseía los avales bancarios y pagos de tasas a la UCI. Después de una serie de gestiones durante la última semana de enero de 2014 se regularizó parte de la documentación, ante lo cual la UCI extendió la licencia continental el 5 de febrero de 2014.
Juan Pablo Pino Zúñiga debía de entregar Boletas de Garantía y Tasas Federativas días después de ya haber sido extendida la licencia continental, esto debido al retraso del correo postal y del monto del documento garante que en primera instancia estuvo mal emitido, por lo cual el plazo máximo de la gestión era el día viernes 14 de febrero de 2014.  Estas garantías ni pagos nunca se realizaron ni llegaron a manos de la UCI.
Durante ese período y como garantía de su buena fe, Juan Pablo Pino Zúñiga había enviado una fotocopia del billete de avión y se fotografió despidiéndose de su hijo en el aeropuerto de Santiago de Chile. Sin embargo, todo era un montaje porque nunca llegó a Madrid, su teléfono nunca más se activó y borró sus perfiles de las redes sociales.
La Federación Ciclista de Chile, el día jueves 13 de febrero de 2014, al constatar la acción ilícita de Juan Pablo Pino Zúñiga, recibe aviso de la contraparte española del equipo de trabajo (Fran Reyes) e procedió a informar en extenso a la UCI de estos acontecimientos, para solucionarlo con medidas legales y ajustada a la normativa internacional y buscar una solución o definitivamente caducar la licencia continental del equipo.
A pesar de varios intentos de miembros del equipo por recaudar fondos para poder cancelar la Licencia UCI Continental, como venta de equipamiento y colectas entre amigos, no se cumplió con la obligación y la UCI revocó la Licencia.
En febrero de 2014 se suspende su actividad tras la desaparición de Juan Pablo Pino Zúñiga.

### Historial de Estafas
Juan Pablo Pino Zúñiga poseía un historial de estafas y engaños en Chile, algunas de las cuales están siendo investigadas por la Justicia Chilena.  Entre ellas se encuentran uso malicioso de instrumento privado, falsificación de firmas, robo de cheques, estafas reiteradas.  En la actualidad cuenta con más de 4 acusaciones por estafas, entre ellas del ciclista chileno y seleccionado nacional Gonzalo Garrido por $80 millones de pesos en equipamiento, de la empresa UnixWare Chile por el delito de estafa por $20 millones de pesos, por robo de cheques a su ex suegro Guido Maldonado y por la venta fradulenta de una panadería en Viña del Mar por $6 millones de pesos.

### Formalización por Estafa
Luego de su desaparición y numerosas gestiones, Juan Pablo Pino Zúñiga fue finalmente formalizado por el delito de estafa. El 4 de enero de 2015 a las 08:30 h se efectuó la audiencia de procedimiento abreviado en la 4.ª Sala del Juzgado de Garantía de Viña del Mar por robo de cheques. El 18 de noviembre de 2015 se decretaron medidas cautelas en su contra quedando en libertad.

### Prisión Preventiva por delito de Estafa
El 5 de noviembre de 2024, Juan Pablo Pino Zúñiga fue formalizado por el delito de estafa en contra de su pareja ocurrido en octubre de 2023 por un monto de $5.000.000 de pesos chilenos.  Sin embargo, el 4to Juzgado de Garantía de Santiago determinó la medida cautelar de prisión preventiva considerando el historial de denuncias y condenas previas por estafa.  También tenía un acuerdo reparatorio del 2022 por el caso de estafa a una expareja a la que le usó la tarjeta de crédito para comprar un pasaje de avión.  Ese acuerdo reparatorio al 5 de noviembre de 2024 no se había pagado.  Además, presenta denuncias por estafa de la empresa donde prestaba servicios "TaglerMaq", acusado de falsificar órdenes de compra con un perjuicio de 97 millones de pesos.  También se le acusa de inventar que su familia había sufrido un accidente por lo cual sus compañeros le hicieron una colecta. Por esta última querella podría ser reformalizado.

### Declaraciones de los involucrados
“Pensamos que le podía haber pasado algo, así que empezamos a averiguar de su paradero, y finalmente la Policía de Investigaciones de Chile nos confirmó que nunca salió del país. Después la familia nos dijo que estaba en una clínica internado, y finalmente su suegro y ex Vice-Presidente de la Federación Ciclista de Chile, Guido Maldonado, salió en un medio de comunicación diciendo que por problemas personales se había ido de vacaciones, entonces nos dio para pensar lo peor”, indicó Cristopher Mansilla
"Ya habíamos sido ilusionados con correr en el Tour de San Luis y la vuelta en Sao Paulo pero ninguna de esas carreras se concretó, entonces ya venía con mentiras" indicó otro de los corredores, Elías Tello
"La situación comenzó hace un año cuando integraba el USM Skechers. Esa vez Juan Pablo Pino Zúñiga ya nos había hecho cosas de ese tipo, pero nunca imaginamos que llegaría a tanto considerando el nivel de los ciclistas. Lamentablemente nos equivocados y otra vez nos toca estar en esta situación”, indicaba Cristopher Mansilla.
“No tenía buena impresión de él, porque nos quedó debiendo sueldo de un equipo anterior, pero tenía habilidad para convencerte, un estafador de tomo y lomo”, señalaba el ciclista chileno Pablo Seisdedos
“Incluso estuvimos en la isla de Chiloé. Llevábamos ya tiempo sospechando que algo raro había de detrás. No pudimos viajar con las bicicletas porque no se habían pagado y teníamos el compromiso de no hacerlo si no se pagaban. Cuando llegamos a Chile nos buscó unas bicicletas de unos amigos suyos, de diferentes marcas, para que se entrenasen los corredores, con lo que eso supone de medidas, de adaptación. Este personaje allí desapareció. Nos dejó tirados a nosotros y a los ciclistas chilenos. Desconectó el teléfono, se quitó de twitter, de facebook. Allí fue donde vimos lo que había”, Fran Reyes
“No intentes buscarle una explicación lógica porque te vas a volver loco. Nosotros llevamos meses buscándola y hostia… porque si se hubiera ido con un millón de euros pues dices “bueno, se la ha jugado y se ha ido con un millón”, pero es que se habrá ido con no mucho dinero… Mi opinión personal es que se ha metido en una bola, que él tendría unas ideas que unas serían verdad y otras no, la bola cada vez se le ha hecho más grande confiando en que le saldrían historias hasta que se ha pillado los dedos de tal manera que ha dicho “hostia, ¿ahora qué hago?, desaparezco, me voy a un psiquiatra para alegar locura y desaparezco del mapa”…. pero esto es lo que puedo pensar yo porque la realidad de lo que ha pasado no tengo ni idea”, Juanjo Oroz.
"Acá hay un problema de expectativas. Los españoles vieron una oportunidad en Chile, un país con crecimiento económico, y quisieron encontrar un salvavidas. Allá están cesantes. Tuvo un problema médico que atender, está de vacaciones, pero aparecerá. Acá no hay ninguna estafa” indicaba el exsuegro y exvicepresidente de la Federación Ciclista de Chile Guido Maldonado.

## Material ciclista
El equipo había llegado a acuerdos para usar bicicletas Berria Belador, ropa FullWear, cascos y gafas Spiuk.

### Plantilla
La plantilla iba a estar compuesta por los siguientes corredores y personal:
| Nombre                 | Nacimiento | Nacionalidad | Equipo 2013                            |
| Pablo Alarcón          | 15/05/1988 | Chile        | Neo (Canel´s Turbo)                    |
| Adrián Alvarado        | 14/08/1991 | Chile        | Neo (Bicicletas Rodríguez-Extremadura) |
| Mikel Bizkarra         | 21/08/1989 | España       | Euskadi                                |
| Edison Bravo           | 22/02/1992 | Chile        | Neo (Bicicletas Rodríguez-Extremadura) |
| Wolfgang Burmann       | 10/02/1991 | Chile        | Neoprofesional                         |
| Salvador Guardiola     | 05/09/1988 | España       | Team Differdange-Losch                 |
| Cristopher Mansilla    | 24/05/1990 | Chile        | Neo (USM Skechers)                     |
| Luis Mansilla          | 26/07/1986 | Chile        | Neo (USM Skechers)                     |
| Juanjo Oroz            | 11/07/1980 | España       | Euskaltel Euskadi                      |
| Pedro Palma            | 24/01/1989 | Chile        | Neoprofesional                         |
| Pablo Seisdedos        | 26/01/1988 | Chile        | Neoprofesional                         |
| Elías Tello            | 29/04/1994 | Chile        | Neoprofesional                         |
| Pablo Urtasun          | 29/03/1980 | España       | Euskaltel Euskadi                      |
| Jesús Buendía          |            | España       | Directeur sportif                      |
| Edgardo Opazo          |            | Chile        | Preparador Físico                      |
| José Garrido Parraguez |            | Chile        | Quiromasajista                         |
| Fran Reyes             |            | España       | Periodista                             |
| Andrés Cánovas         |            | España       | Periodista                             |